# Jan Verhoeven (zanger)
Jan Verhoeven (Herpt, 23 december 1937 – 's-Hertogenbosch, 24 april 2021) was een Nederlandse zanger uit Heusden. Hij was oprichter van het Holland Duo, en begon met Marianne Weber nadat hij zich tijdens een feestje spontaan als tweede stem bij haar had gevoegd. Vanaf 1988 hadden ze de naam "Holland Duo". Met Weber nam hij drie albums op. Later ging hij onder dezelfde naam "Holland Duo" verder met zangeres Colinda van Beckhoven, zangeres Janske Mentzij en later met zangeres Erna Temming.
Jan Verhoeven overleed op 24 april 2021 op 83-jarige leeftijd in 's-Hertogenbosch. 
Na zijn overlijden besteedde Sterren NL tijdens de middagshow speciaal aandacht aan zijn overlijden.
Discografie Holland Duo:
| Title                                           | Artist          | Year | Type    |
| ----------------------------------------------- | --------------- | ---- | ------- |
| Ora Sei Rimasta Sola                            | Het Holland Duo | 2025 | Single  |
| Samen                                           | Het Holland Duo | 2016 | Single  |
| Geniet Van Het Leven en Andere Hits             | Het Holland Duo | 2010 | Compil. |
| 15 Jaar Holland Duo                             | Het Holland Duo | 2005 | Compil. |
| Stuur Mij Een S.M.S,                            | Het Holland Duo | 2002 | Single  |
| Waarom Gaan Wij Voorgoed Uit Elkander           | Het Holland Duo | 1998 | Single  |
| Diep In Mijn Hart                               | Het Holland Duo | 1997 | Single  |
| De Hollandse Hit Medley                         | Het Holland Duo | 1995 | Single  |
| Oh Zilveren Maan (Terang Bulang)                | Het Holland Duo | 1995 | Single  |
| 'n Rondje Hollands                              | Het Holland Duo | 1995 | Album   |
| Geen Ander Als Jij                              | Het Holland Duo | 1994 | Album   |
| Sta Even Stil (Bij Het Werk Aan De Weg)         | Het Holland Duo | 1994 | Single  |
| 'n Zwerver Is Ook Maar Een Mens                 | Het Holland Duo | 1993 | Single  |
| Donderdag De Zevende                            | Het Holland Duo | 1993 | Single  |
| Ik Hou Van Hollands Deel 3                      | Het Holland Duo | 1993 | Album   |
| 'n Trip Naar Niemandsland                       | Het Holland Duo | 1992 | Single  |
| That's My Home                                  | Het Holland Duo | 1992 | Single  |
| Ik Hou Van Hollands Deel 2                      | Het Holland Duo | 1992 | Album   |
| Hopeloos Alleen                                 | Het Holland Duo | 1992 | Single  |
| Feestmedley                                     | Het Holland Duo | 1991 | Single  |
| De Bedelaar Van Parijs                          | Het Holland Duo | 1991 | Single  |
| Ik Hou Van Hollands                             | Het Holland Duo | 1991 | Album   |
| Arrivederci Roma / Als Je Kind Het Huis Verlaat | Het Holland Duo | 1990 | Single  |
| Sei Rimasta Sola                                | Het Holland Duo | 1989 | Single  |
| Breng Mij Nog Eenmaal Naar Huis / 'n Moeder     | Het Holland Duo | 1989 | Single  |
| Als Het Hollands Mag Zijn!                      | Het Holland Duo | 1989 | Album   |
| Barcelona                                       | Het Holland Duo | 1989 | Single  |
| Samen                                           | Het Holland Duo | 1989 | Single  |
| Mooi Was Die Tijd                               | Het Holland Duo | 1988 | Album   |

Discografie Jan Verhoeven:
| Title                                    | Artist                         | Year | Type    |
| ---------------------------------------- | ------------------------------ | ---- | ------- |
| Mooi Mooi Zijn Alle Vrouwen              | Jan Verhoeven                  | 1997 | Single  |
| Zestien Jaar                             | Jan Verhoeven                  | 1989 | Single  |
| 'n Lied Voor Koos                        | Jan Verhoeven                  | 1988 | Single  |
| Eenmaal Komen Er Tranen                  | Jan Verhoeven                  | 1987 | Single  |
| Manuela                                  | Jan Verhoeven                  | 1987 | Single  |
| Ik Blijf Je Vriend                       | Jan Verhoeven                  | 1986 | Single  |
| Kinderhartje                             | Jan Verhoeven                  | 1985 | Single  |
| Mijn Kerstwens / Bernadette's Kerstfeest | Jan Verhoeven                  | 1984 | Single  |
| Mijn Kerst Wens                          | Jan Verhoeven                  | 1984 | Single  |
| Ik Verscheurde Je Foto                   | Jan Verhoeven                  | 1984 | Single  |
| De Blauwe Zee                            | Jan Verhoeven                  | 1983 | Single  |
| Mijn Kerstwens                           | Jan Verhoeven                  | 1982 | Single  |
| Het Is Nu Voorbij                        | Jan Verhoeven                  | 1982 | Single  |
| Zingt Met Liefde En Plezier Volume 1     | Jan Verhoeven                  |      | Compil. |
| Het Beste Van Jan Verhoeven Vol. 1       | Jan Verhoeven                  |      | Compil. |
| Voor Wie van Holland(s) Houdt            | Jan Verhoeven                  |      | Compil. |
| Geluk Is Niet Te Koop                    | Marianne Weber & Jan Verhoeven |      | Album   |
| Zingt Met Liefde En Plezier              | Jan Verhoeven                  |      | Album   |